# Diplazium lechleri
Diplazium lechleri là một loài thực vật có mạch trong họ Woodsiaceae. Loài này được (Mett.) T. Moore miêu tả khoa học đầu tiên năm 1859.